# Maxence (prénom)
Pour les articles homonymes, voir Maxence.
Maxence est un prénom épicène mais principalement masculin.

## Origine
Maxence vient du prénom latin Maxentius, qui signifie « le plus grand » (Maximus).
Maxence, empereur romain de 306 à 312, qui combat son successeur Constantin Ier, lors de la bataille du pont Milvius. 
Le féminin de Maxentius, Maxentia a été également traduit par Maxence en français, ce qui rend ce prénom épicène.

## Popularité
Maxence est un prénom ancien, de plus en plus courant chez les garçons depuis les années 1970.

## Variantes linguistiques
- Maxens,
- Maixent,
- Maxent
- Maksens
- ou tout simplement Max pour les garçons.

## Fêtes
Les garçons prénommés Maxence sont fêtés le 26 juin, jour de la Saint Anthelme sur le calendrier grégorien, en mémoire de Maixent du Poitou. 
Les filles, quant à elles, seront fêtées le 20 novembre, jour de la Saint Edmond sur le calendrier grégorien, en mémoire de sainte Maxence.

## Personnalités portant ce prénom
Voir Maxence 